# Pristimantis leptolophus
Espèce
Synonymes
- Eleutherodactylus leptolophus Lynch, 1980

Statut de conservation UICN

 LC  : Préoccupation mineure
Pristimantis leptolophus est une espèce d'amphibiens de la famille des Craugastoridae.

## Répartition
Cette espèce est endémique de la cordillère Centrale en Colombie. Elle se rencontre dans les départements de Cauca et de Huila entre 2 800 et 3 300 m d'altitude.

## Description
Les mâles mesurent de 14,3 à 17,0 mm et les femelles de 22,4 à 23,2 mm.

## Publication originale
- Lynch, 1980 : New species of Eleutherodactylus of Colombia (Amphibia: Leptodactylidae). 1. Five new species from the Paramos of the Cordillera Central. Caldasia, Bogotá, vol. 13, no 61, p. 165-188 (texte intégral).